# 前601年
| 千纪： | 前1千纪 |
| 世纪： | 前8世纪 \| 前7世纪 \| 前6世纪 |
| 年代： | 前630年代 \| 前620年代 \| 前610年代 \| 前600年代 \| 前590年代 \| 前580年代 \| 前570年代                                                                                   |
| 年份： | 前606年 \| 前605年 \| 前604年 \| 前603年 \| 前602年 \| 前601年 \| 前600年 \| 前599年 \| 前598年 \| 前597年 \| 前596年                                                     |
| 纪年： | 周定王六年 魯宣公八年 齊惠公八年 晉成公六年 秦桓公三年 宋文公十年 楚庄王十三年 衛成公三十四年 陈灵公十三年 蔡文侯十一年 曹文公十七年 郑襄公四年 燕宣公元年 杞桓公三十六年 |

## 大事记
- 趙盾死後，郤缺繼承晉國中軍將的位置。
- 來自萨摩斯岛的人建立了佩林特斯（英语：Perinthus）[1]
- 猶大王國和巴比倫尼亞之間爆發了犹太-巴比伦战争（英语：Jewish–Babylonian war）。該戰役持續至公元前586年结束。

## 逝世
- 赵盾，又称赵宣子、赵孟，春秋时期的晋国大夫（约前654年出生）。